# Andrew Everett
Andrew Everett Wenkel (nacido el 9 de julio de 1992) es un luchador profesional estadounidense más conocido por el nombre de Andrew Everett. A lo largo de su carrera, Wenkel ha trabajado en varias empresas del circuito independiente, tales como Pro Wrestling Guerrilla, Lucha Libre AAA Worldwide o la Revolution Pro Wrestling, aunque destaca su trabajo en la Impact Wrestling.
Sus logros fue una vez Campeón Mundial en Parejas de Impact con DJZ (en una ocasión), una vez Campeón Mundial en Parejas de PWG con Trevor Lee (en una ocasión) y una vez Campeonato de Peso Crucero Británico de RPW.

## Carrera

### Primeros años (2007−2015)
El padre de Everett fue uno de los cofundadores de OMEGA Championship Wrestling junto con Jeff Hardy y Matt Hardy, quienes lo ayudaron a entrenarlo. Everett ha luchado principalmente en el circuito independiente, apareciendo para promociones como OMEGA, Pro Wrestling Guerrilla (PWG), Combat Zone Wrestling (CZW), Global Force Wrestling (GFW) y Alternative Wrestling World (AWW).  Internacionalmente, Everett ha luchado por la promoción británica Revolution Pro Wrestling.

### Total Nonstop Action Wrestling / Impact Wrestling (2015-2018)
El 4 de octubre de 2015, en Bound for Glory, Everett hizo su debut en Total Nonstop Action Wrestling (TNA) en un juego Ultimate X para el Campeonato de la División X de la TNA, pero se quedó corto ya que el combate fue ganado por Tigre Uno.
En abril de 2016, hizo su regreso como heel, interrumpiendo un combate entre Trevor Lee, Eddie Edwards y DJZ, ayudando a Lee, formando el stable conocido como The Helms Dynasty con Trevor Lee y Gregory Shane Helms . En One Night Only: Victory Road 2016 , Everett derrotó a DJZ con la ayuda de Lee y Helms. Luego competiría en un combate a cuatro bandas en Slammiversary para el Campeonato de la División TNA X, en un esfuerzo por perder. En el episodio del 28 de junio de Impact Wrestling, participó en una batalla real para ser el contendiente número uno por el X Division Championship, pero fue eliminado por el ganador Braxton Sutter.
El 9 de febrero de 2017, Everett fue atacado por Trevor Lee y Gregory Shane Helms, echándolo de la Dinastía Helms, cambiándose a face. El 23 de febrero de 2017, Everett corrió y salvó a DJZ de Lee y Helms. En el episodio del 20 de abril de Impact Wrestling, Lee perdió el Campeonato de División de Impacto X de Lucha contra Low-Ki en un partido de Seis Vías, incluidos Everett, Sonjay Dutt , Dezmond Xavier y Suicide.
En el episodio del 6 de julio del episodio de Impact, Everett entró al torneo de la Super X Cup de GFW 2017. El 13 de julio, fue eliminado en la primera ronda por ACH.
En el episodio del 5 de octubre de Impact!, Everett se unió a la alianza de Trevor Lee y Caleb Konley , perdiendo contra el equipo de Sonjay Dutt , Petey Williams y Matt Sydal en un partido de seis hombres, convirtiéndose de nuevo en el proceso.
El 24 de abril de 2018, DJZ y Everett derrotaron a Eli Drake y Scott Steiner para ganar el Campeonato Mundial en Parejas de Impact, volviendo la cara de Everett nuevamente.
El 18 de septiembre, Everett anunció que se le concedió su salida de Impact Wrestling.

### Lucha Libre AAA Worldwide (2017, 2018)
El 26 de agosto en Triplemanía XXV, Everett hizo su debut en AAA haciendo equipo con DJZ por los Campeonato Mundial en Parejas de AAA ante Cuervo & Escoria, Aero Star & Drago y Totalmente Traidores (Monster Clown y Murder Clown) en cual ellos ganaron.
El 25 de agosto en Triplemanía XXVI, Everett junto con DJZ volvieron ser derrotados en un Ladder match por una oportunidad por el Campeonato Mundial en Parejas de AAA ante Bandido y Flamita en la cual incluían a Aero Star & Drago, Golden Magic & Laredo Kid. El 28 de octubre en Héroes Inmortales XII, Everett fue reemplazado por Laredo Kid donde iba a estar con DJZ ante Los Mercenarios (El Texano Jr. & Rey Escorpión) donde retuvieron los títulos.

## En lucha
- Movimientos finales
  - 630° senton, sometimes while springboarding[5]
  - Double rotation moonsault[6]
  - Frankendriver (Spike frankensteiner, sometimes reversed)[7]
  - Shooting star press[8]

- Movimiento en firma
  - Kylo Kick (Backflip kick)[9][10]
  - Multiple moonsault variations
    - Corkscrew[11][12]
    - Standing[13]
    - Springboard[5]

  - Multiple shooting star variations
    - Slingshot into springboard from second rope[14]
    - Standing[15]

- Apodos
  - "The Apex of Agility"[16]
  - "The Big Dog"[16]
  - "The Epitome of Aerial Perfection"[16]
  - "The High Flyer of Your Desire"[16]
  - "The Sky-Walker"[16]

- Managers
  - Gregory Shane Helms

- Tema de entrada
  - "Sorry You're Not a Winner" de Enter Shikari (Independent circuit)[17]
  - "Sure Shot" by Beastie Boys (Independent circuit)[17]
  - "Dynasty" de Dale Oliver (TNA / IMPACT; used as a member of The Helms Dynasty / Cult of Lee)

## Campeonatos y logros
- All American Wrestling
  - AAW Tag Team Championship (1 vez) – con Trevor Lee

- CWF Mid-Atlantic
  - CWF Mid-Atlantic Tag Team Championship (1 vez) – con Arik Royal
  - CWF Mid-Atlantic Rising Generation League Championship (1 vez)

- Total Nonstop Action Wrestling / Impact Wrestling
  - Impact World Tag Team Championship (1 vez) – con DJZ

- Premier Wrestling Federation
  - PWF Unified Tag Team Championship (1 vez) – con Colby Corino

- Pro Wrestling Guerrilla
  - PWG World Tag Team Championship (1 vez) – con Trevor Lee

- Revolution Pro Wrestling
  - RPW British Cruiserweight Championship (1 vez)

- Pro Wrestling Illustrated
  - Situado en el Nº410 en los PWI 500 de 2014[18]
  - Situado en el Nº368 en los PWI 500 de 2015[19]
  - Situado en el Nº156 en los PWI 500 de 2016[20]
  - Situado en el Nº78 en los PWI 500 de 2017[21]
  - Situado en el Nº159 en los PWI 500 de 2018[22]